# VCR

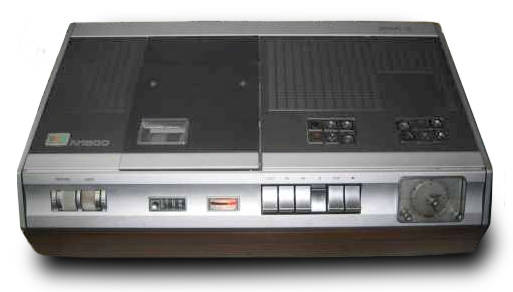
Magnétoscope Philips N1500

Le VCR (ou Video Cassette Recording) est un standard pour l'enregistrement de vidéo analogique sur bande magnétique de 1/2 pouce qui a été mis au point par Philips en 1972. Il est commercialisé sur le marché français en 1975. Une version VCR LP (VCR-Long Play) est lancée en 1976. Précurseur des deux principaux concurrents japonais Betamax et VHS, le VCR créé par le néerlandais Philips sera remplacé par le format V2000.

## Caractéristiques
Le système VCR proposait un appareil contenant des caractéristiques aujourd'hui considérées comme classiques : un tuner, pour capter et enregistrer les programmes de télévision tout en regardant la télévision, un modulateur, pour le raccordement à un téléviseur, et une horloge pour l'enregistrement programmé.
La cassette avait l'originalité d'une disposition concentrique des deux bobines, leur donnant une forme carrée très caractéristique. La bande elle-même faisait 1/2" de largeur.

## Variantes
Trois variantes ont existé.
- VCR (1972) : version originale, permettant un enregistrement de 60 minutes.
- VCR LP ou VCR-Long Play (1976) : version permettant d'atteindre une durée d'enregistrement de 120  à   180 minutes grâce à une vitesse de défilement inférieure et des bandes plus fines, incompatible avec le format VCR.
- SV (1980) : le Super Video était une version de Grundig permettant d'atteindre une durée d'enregistrement 5 heures grâce à une vitesse de défilement encore inférieure, incompatible avec les formats VCR et VCR-LP.

## Successeur
Au début des années 1980, Philips tente d'imposer un successeur au format VCR, le V2000 dont la spécificité est d'exploiter une vidéocassette réversible, sur le principe de la cassette audio. La VHS parviendra à rester la plus répandue et engendrera l'échec du Betamax et du V2000.